# Charleville (Queensland)
Pour les articles homonymes, voir Charleville.
Charleville (3 278 habitants) est une ville située dans le sud du Queensland à 753 km par la route à l'ouest de Brisbane. La ville est située en bordure de la Warrego River et à l'extrémité de la Warrego Highway.

## Référence
- Statistique sur Charleville